# Cuba Cola
Cuba Cola est une marque de cola provenant de Suède. Le soda est produit par la firme Spendrups.
Elle est lancée en 1953, par le brasseur Saturnus AB, à l'ouverture du marché des sodas et s'est imposée en Suède en trois mois, le nom a été choisi pour donner une touche exotique à la marque.

## Histoire
Les boissons contenant de l'acide phosphorique et de la caféine ont été interdites en Suède jusqu'en 1953, mais lorsque l'interdiction a été levée, la société Saturnus AB avait déjà une boisson prête à produire. Le cola a commencé à être vendu à l'été 1953 et est devenu un grand succès car la demande pour les boissons américaines Coca-Cola et Pepsi Cola était forte. Cuba Cola a été lancé trois mois avant Coca-Cola en Suède. La recette est la propriété de Saturnus AB de Malmö et elle est brassée sous licence par les brasseries Vasa, Hammars, Heines, Guttsta Källa et Krönleins.
La marque appartenait à Nordarom jusqu'au début de 2020, date à laquelle elle a été reprise par Spendrups. Krönlein's et d'autres brasseries qui produisaient auparavant Cuba Cola ont cessé d'exister au même moment,.
En avril 2020, Cuba Cola a été relancé par Spendrups avec un nouveau design, une variante "Zéro" et une commercialisation et une disponibilité accrues,. Spendrups avait auparavant fait une relance similaire du Trocadéro (en).